# Gustav Kopal
Gustav Kopal (16. dubna 1913 nebo 18. dubna 1920? Jenišovice – 14. března 1968 Praha) byl československý válečný letec. Po skončení války byl perzekvován komunistickým režimem.

## Život
Gustav Kopal se narodil 16. dubna 1913 v Jenišovicích čp. 59 (statek Červený dvůr). Někdy se uvádí jako datum narození i 18. duben 1920 tamtéž. Před druhou světovou válkou byl zaměstnán jako mechanik. Po vypuknutí války odešel do Francie, kde se zapojil do odboje jako letec. Sloužil u francouzské jednotky Bataillon de l’Air 122. Po porážce Francie Německem odešel do Velké Británie.
Ve Velké Británii se v hodnosti seržanta přidal k 311. československé bombardovací peruti u RAF. Na letadle sloužil jako přední střelec (F/AG). Dne 6. února 1941 při náletu na přístav Boulogne s Wellingtonem Mk.Ic L7842, KX-T došlo letadlu cestou zpět na základnu po ztrátě orientace palivo. Posádka proto musela přistát na malém polním letišti u města Flers v okupované Francii. Kopal i zbytek posádky se tak dostali do německého zajetí. Prošel několika zajateckými tábory, odkud se pokusil několikrát utéct.
Po válce zůstal Kopal u československé armády. Po komunistickém puči se stal jako britský letec nepohodlný a v roce 1949 ho z armády propustili. Následovalo šikanování za strany komunistického režimu. Dostával například jen podřadné práce.
V 60. letech byl částečně rehabilitován. V roce 1963 společně s dalšími letci Vilémem Bufkou a Aloisem Šiškou svědčil v NDR v procesu s Hansem Globkem.
Zemřel v roce 1968 v Praze, pohřbený je v Přepeřích.

## Vyznamenání
- Československý válečný kříž 1939
- Československá medaile Za chrabrost před nepřítelem
- Československá medaile za zásluhy, I. stupeň
- Pamětní medaile československé armády v zahraničí, se štítky F a VB